# Batalla de Màrinka (2022)
La batalla de Marinka és una batalla en curs a la ciutat de Màrinka entre les Forces Armades de Rússia i les Forces Armades d'Ucraïna. Des de 2014 la ciutat va ser objecte d'atacs i bombardejos de la ciutat intensificats abans de la invasió russa d'Ucraïna. El novembre de 2022, gran part de la ciutat va ser destruïda, sense que quedessin civils i pocs edificis drets.

## Preludi
El juny de 2015, Marinka va ser el lloc d'una batalla d'un dia en la qual les forces ucraïneses van retenir un atac de la República Popular de Donetsk. La ciutat va romandre en primera línia durant tota la guerra al Donbàs.
El 17 de febrer, els bombardejos a Marinka van ferir una dona de 65 anys. Els civils van explicar que el bombardeig en aquest dia havia començat al voltant de les 9:30 del matí, i va acabar a les 14:30 del vespre, dient que havien escoltat "almenys 20" explosions separades. El foc d'artilleria es va intensificar en els dies previs a la invasió russa d'Ucraïna i va matar dos soldats ucraïnesos i ferint-ne quatre més.

## Batalla
El 24 de març de 2022, funcionaris ucraïnesos van afirmar haver repel·lit els assalts russos a Màrinka.
Els dies 30 i 31 de març de 2022, els serveis d'emergència ucraïnesos van extingir "desenes d'incendis" que havien començat a la ciutat a causa de les municions de fòsfor blanc de les forces russes.
A mitjan abril de 2022, durant l'inici de la batalla de Donbàs, les forces russes i de la RPD van intensificar les operacions ofensives, llançant múltiples atacs a Màrinka.
El 17 d'abril, una persona va morir després que les forces russes bombardegessin la ciutat. Dos dies més tard, el 19 d'abril, les forces ucraïneses van recuperar el control de Màrinka després d'un atac rus fallit el dia anterior. Les forces ucraïneses van repel·lir els atacs russos a la ciutat el 23 d'abril.
La ISW va informar el 20 de maig que les forces russes i de la RPD havien reenfocat els seus esforços cap a Màrinka, havent assignat forces addicionals després del final del setge de Mariúpol. Al llarg de maig, el sud de Màrinka va canviar entre el control ucraïnès i el rus a mesura que s'intensificaven els combats. Altres assalts russos el 25 de juny van ser repel·lits per Ucraïna.
La lluita es va intensificar des de mitjan juliol fins a principis d'agost, començant amb un fallit atac rus a Màrinka l'11 de juliol. Dos assalts més van tenir lloc el 30 de juliol i l'1 d'agost, amb poc èxit.
El 5 d'agost, la RPD i les forces de Wagner van reclamar controlar la meitat de Màrinka.
Les forces russes van assaltar Màrinka de nou el 25 d'agost, tot i que no van obtenir cap benefici. Al llarg de l'agost, les forces russes van fer guanys incrementals a Màrinka.
La ISW va informar que la línia de enfront de Màrinka es va estancar en gran manera durant tot el setembre. A l'octubre, imatges geolocalitzades van mostrar que les tropes russes havien avançat al voltant de la C051101 carretera al nord de Màrinka.
A partir de principis de novembre de 2022, els combats es van intensificar de nou amb fonts pro-ruses que reclamaven guanys marginals a la ciutat, tot i que no proporcionaven proves visuals.
El 13 de desembre, les forces russes controlaven el 70% de Màrinka, amb les forces ucraïneses controlant la meitat occidental de la ciutat més enllà del carrer Druzhba.
El president de la RPD Denís Puixilin va afirmar que les forces russes "aviat" prendrien el control de Màrinka. El governador de l'óblast de Donetsk, Pavlo Kyrylenko, va declarar el 22 de desembre que Màrinka i les àrees circumdants eren "inaccessibles", i que no hi havia "una sola casa supervivent".
El 24 de desembre, el Ministeri de Defensa rus va afirmar haver fet guanys dins de Màrinka, tot i que les forces ucraïneses estan profundament atrinxerades dins del centre de la ciutat.
El gener de 2023, soldats ucraïnesos entrevistats van declarar que els combats a Marinka eren "infern", i que sense pràcticament cap edifici que es quedés dempeus, estaven lluitant fora dels soterranis, enderrocs i darrere de murs independents.
El 30 de gener, la 79a Brigada d'Ucraïna va afirmar que havia repel·lit un assalt d'infanteria d'una companyia de tropes russes cap a Màrinka.
Segons l'Estat Major General Ucraïnès, els enfrontaments es van intensificar el 2 de febrer amb tretze batalles que van durar dues hores a Màrinka.
El 8 de febrer, l'exviceministre de l'Interior de Vitali Kiselev va aclarir que elements de la 150a Divisió Motoritzada de Fusellers estaven consolidant posicions en parts de l'oest de Màrinka. El 21 de febrer, es van repel·lir nous assalts russos a Màrinka.
L'anàlisi del Ministeri de Defensa britànic va afirmar que els efectes de l'ofensiva hivernal russa no van ser concloents a Màrinka, amb només uns guanys mínims capturats malgrat "excedir recursos significatius". Els mitjans de comunicació russos van anunciar a l'abril que les forces ucraïneses van ser expulsades per l'exèrcit rus als afores occidentals de Màrinka, on els enfrontaments estaven en curs.
El 15 d'abril, el general ucraïnès Oleksandr Tarnavskyi va llançar un vídeo de sis soldats russos capturats prop de Màrinka. El 24 de maig, l'Estat Major General d'Ucraïna va dir que Màrinka va romandre com un dels epicentres dels enfrontaments en curs durant la guerra.
El 31 de maig, Ramzan Kadírov, líder de les forces txetxenes Kadírovtsi que lluitaven a Ucraïna, va declarar que les seves forces havien estat transferides al davant de Màrinka, incloses les Forces Especials "Akhmat" i el Regiment de Propòsit Especial "Sever-Akhmat".
El 13 de juliol, Kadírov havia anunciat que les forces txetxenes abandonarien Màrinka per a diferents sectors de la línia del front.
Els soldats ucraïnesos al front a Màrinka al juny van afirmar que els soldats russos superaven en nombre als ucraïnesos 4:1 en mà d'obra, i 6:1 en artilleria. La majoria de les batalles van tenir lloc a poca distància, i als soterranis. Més tard, al juny, les tropes russes van ser vistes utilitzant VBIED no tripulats utilitzant vehicles blindats més antics per dur a terme atacs contra les tropes ucraïneses a Màrinka.
Es va informar el 13 de juliol de 2023 que les forces ucraïneses havien capturat una posició de control rus a les fortificacions "Zverinets" prop de Màrinka. Al voltant d'aquest temps, les forces russes van intensificar els atacs a l'assentament.
Hanna Maliar, el llavors ministre de Defensa d'Ucraïna, va declarar que els russos estaven en ofensiva a Màrinka al setembre. Els assalts russos a la ciutat van continuar fins al novembre, amb un nivell d'èxit desconegut.
Fonts pro-ruses i pro-ucraïneses van informar que Marinka havia estat totalment capturada per les tropes russes l'1 de desembre de 2023, però això era inverificable en aquell moment.
El 5 de desembre, el Ministeri de Defensa britànic va avaluar que les forces russes controlaven la major part de la ciutat, amb les forces ucraïneses encara controlant "poques de territori a la vora occidental de la ciutat".
El 12 de desembre, un vídeo geolocalitzat va sorgir en línia de les tropes russes que hissaven una bandera russa i una bandera de la victòria soviètica al final del costat occidental del carrer Kashtanova.
El 25 de desembre, el Ministeri de Defensa rus va anunciar que les seves forces havien capturat completament Màrinka. No obstant això, el portaveu militar ucraïnès Oleksandr Shtupun va negar la reclamació, insistint que les tropes ucraïneses es mantenien dins de les fronteres administratives de la ciutat, sense oferir més detalls. L'endemà, 26 de desembre, el comandant en cap ucraïnès, el general Valeri Zaluzjni, va declarar que les forces ucraïneses s'havien retirat als afores de la ciutat, "i en alguns llocs ja més enllà dels límits de l'assentament", establint una nova línia defensiva fora de la ciutat. El general Zaluzjni va afegir que Màrinka "ja no existeix" després de ser destruït "carrer per carrer" durant la batalla i que encara que mantenir el territori era vital, "les vides dels nostres combatents són més importants per a nosaltres", indicant que el cost de mantenir posicions dins de la ciutat s'havia tornat massa alt.
Els analistes militars ucraïnesos van coincidir a principis de gener de 2024 que les tropes ucraïneses havien tornat a les posicions defensives fora dels límits de la ciutat de Màrinka.

## Després de la batalla
El president rus Vladímir Putin va comentar que la captura de Màrinka va proporcionar a les forces russes "l'oportunitat d'arribar a una àrea operativa més àmplia".
A principis de gener de 2024, els militars ucraïnesos no havien comentat oficialment la captura de Màrinka més enllà dels informes diaris del camp de batalla. El New York Times va informar que els funcionaris ucraïnesos normalment no reconeixien directament la pèrdua d'una ciutat o ciutat, en comptes d'això es referien a les seves forces com a "operants a la rodalia" d'un assentament capturat.
El 3 de gener de 2024, l'Estat Major General d'Ucraïna va declarar que les seves tropes estaven lluitant en Novomikhailivka i Heorhiivka, ambdós pobles situats al sud i a l'oest de Màrinka, respectivament.